# Сонг Нам-хјанг
Сонг Нам-хјанг (транскрибовано са корејског као Song Nam-hyang; 6. мај 1996) елитна је скакачица у воду и репрезентативка Северне Кореје у овом спорту. Њена специјалност су скокови са торња са висине од 10 метара, како у појединачној тако и у конкуренцији синхронизованих парова.
Први значајнији успех у каријери остварила је на Азијским играма 2014. у Инчону где је у пару са Ким Ун-хјанг освојила сребрну медаљу у синхронизованим скоковима са торња. Годину дана касније, на светском првенству у Казању осваја бронзану медаљу у синхронизованим скоковима са торња (такође у пару са Ким Ун-хјанг). На истом светском првенству заузела је и 10. место у појединачним скоковима са торња.